# Ryszard Lipczuk

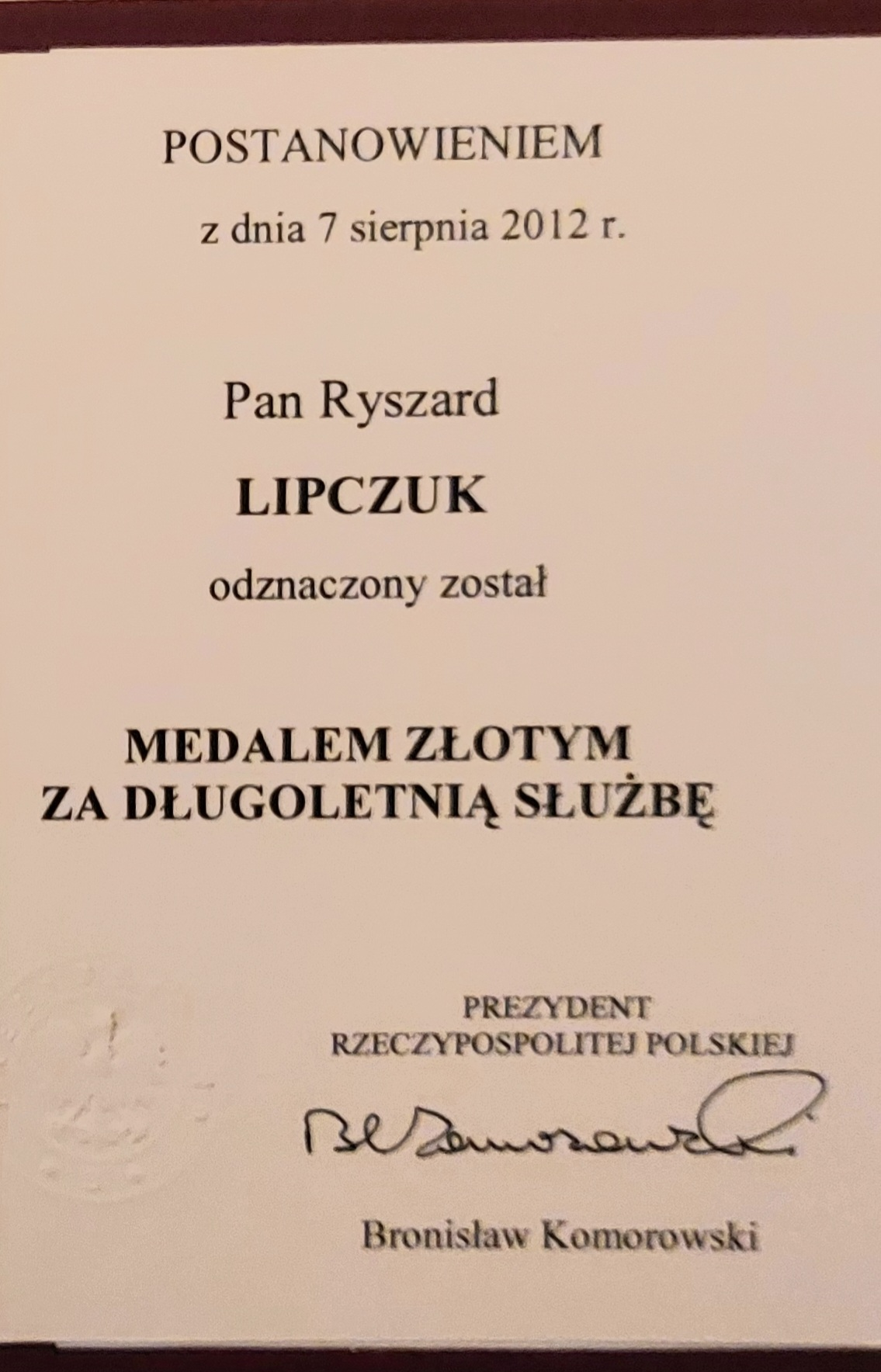
Złoty Medal z 2012

Ryszard Lipczuk (ur. 29 stycznia 1948 w Teremcu) – polski germanista, językoznawca, profesor nauk humanistycznych o specjalności językoznawstwo germanistyczne, pracownik naukowy Uniwersytetu Mikołaja Kopernika w Toruniu i Uniwersytetu Szczecińskiego.

## Życiorys
W latach 1954–1961 uczęszczał do szkoły podstawowej w Teremcu (klasy 1–4) i w Strzelcach (klasy V–VII). W roku 1965 ukończył Liceum im. Stefana Czarnieckiego w Chełmie i rozpoczął studia germanistyczne na Uniwersytecie Warszawskim. Po uzyskaniu tytułu magistra (1970) rozpoczął pracę w Katedrze Filologii Germańskiej na Uniwersytecie Mikołaja Kopernika w Toruniu (w r. akad. 1978/79 p.o. kierownik Katedry). W roku 1993 przeniósł się na Uniwersytet Szczeciński, obejmując funkcję kierownika Zakładu Języka Niemieckiego w Instytucie Filologii Germańskiej, którego był dyrektorem w latach 1993–1997 i 2005–2012. W latach 2002–2008 prowadził zajęcia dydaktyczne również w Collegium Balticum w Szczecinie.
Doktorat uzyskał w roku 1977 na Uniwersytecie Warszawskim za pracę pt. Die Stellung der Zahlwörter im Rahmen der Wortarten. Eine deutsch-polnische Konfrontation, którą wykonał pod kierunkiem prof. Jana Czochralskiego. Habilitował się w roku 1986 na Wydziale Filologicznym Uniwersytetu im. Adama Mickiewicza w Poznaniu na podstawie pracy Verbale Tautonyme lateinischer Herkunft in deutsch-polnischer Relation. Ein Beitrag zur semantischen Beschreibung nach dem gebrauchstheoretischen Ansatz. Tytuł profesora uzyskał w roku 2002. Od października 2018 roku prof. em., zajęcia dydaktyczne na US prowadził do roku 2020.
Zainteresowania badawcze: historia puryzmu językowego (zwalczania wyrazów obcych) w języku niemieckim i polskim; niemiecko-polskie tautonimy; leksykografia niemiecko-polska, ponadto: słownictwo sportowe, frazeologizmy, skrzydlate słowa w słownikach.

## Publikacje

### Niektóre publikacje książkowe
Na podstawie:
- Die Stellung der Zahlwörter im Rahmen der Wortarten. Eine deutsch-polnische Konfrontation, Göppingen: Kümmerle 1980, 196 s.
- Verbale Tautonyme lateinischer Herkunft in deutsch-polnischer Relation, Göppingen: Kümmerle 1986, 398 s.
- Wörter fremder Herkunft im deutschen und polnischen Sportwortschatz, Szczecin: Wydawnictwo Uniwersytetu Szczecińskiego 1999, 192 s.
- Geschichte und Gegenwart des Fremdwortpurismus in Deutschland und Polen, Frankfurt a. M.: Peter Lang 2007, 251 s.
- Walka z wyrazami obcymi w Niemczech i w Polsce – historia i współczesność, Kraków: Universitas 2014, 279 s.
- Geflügelte Worte in Wörterbüchern. Eine Untersuchung zur deutschen und deutsch-polnischen Lexikografie, Hamburg: Dr. Kovač 2018, 148 s.
- O języku niemieckim i języku polskim nie tylko dla germanistów. Szczecin: Volumina.pl, 2024, 156 s.
- też monografie we współautorstwie, m.in.: Słowniki polsko-niemieckie i niemiecko-polskie. Historia i teraźniejszość[5], Lexikon der modernen Linguistik. Ausgewählte Begriffe zur Kommunikation und Kognitionswissenschaft[6], współautorstwo podręczników, autorstwo lub współautorstwo słowników niemiecko-polskich. W sumie ok. 260 publikacji naukowych i dydaktycznych.

### Redakcja tomów (wybór)
- Grammatische Studien. Beiträge zur germanistischen Linguistik in Polen. Göppingen: Kümmerle Verlag, 1985. ISBN 3-87452-682-8.
- Ryszard Lipczuk/Przemysław Jackowski (red.): Wörter und Wörterbücher. Übersetzung und Spracherwerb = Stettiner Beiträge zur Sprachwissenschaft. Bd. 1. Hamburg: Dr Kovač, 2008.
- Ryszard Lipczuk/Magdalena Lisiecka-Czop/Dorota Misiek (red.): Phraseologismen in deutsch-polnischen Wörterbüchern. Theoretische und praktische Aspekte der Phraseologie und Lexikographie = Stettiner Beiträge zur Sprachwissenschaft. Bd. 4. Hamburg: Dr Kovač, 2011.
- Jürgen Schiewe/Ryszard Lipczuk/Krzysztof Nerlicki/Werner Westphal: Kommunikation für Europa II. Sprache und Identität. Frankfurt a. M. etc.: Peter Lang, 2011.
- Ryszard Lipczuk/ Magdalena Lisiecka-Czop/Anna Sulikowska (red.): Frazeologizmy w słownikach niemiecko-polskich i polsko-niemieckich – na przykładzie Pons Duży Słownik i Langenscheidt Słownik Partner. Szczecin: Zapol, 2012.
- Ryszard Lipczuk/Krzysztof Nerlicki (red.): Synchronische und diachronische Aspekte der Sprache. Sprachwandel – Sprachkontakte – Sprachgebrauch = Stettiner Beiträge zur Sprachwissenschaft. Bd. 5. Hamburg: Dr Kovač, 2013.
- Ryszard Lipczuk/ Magdalena Lisiecka-Czop/Karl Heinz Ramers (red.): Sprache und Wörterbücher in Theorie und Praxis. Lexikografische und textlinguistische Fragestellungen = Stettiner Beiträge zur Sprachwissenschaft. Bd. 7. Hamburg: Dr Kovač, 2017.

### Prace leksykograficzne
- Mały słownik tautonimów niemiecko-polskich. Warszawa: Wydawnictwa Szkolne i Pedagogiczne, 1990. ISBN 83-02-04023-1 (autor).
- (współautorstwo) Zofia Bilut-Homplewicz/Andrzej Kątny/Christoph Schatte, (1995): Niemiecko-polski słownik tautonimów. Warszawa: PWN, 1995. ISBN 83-01-11806-7.
- Maria U. Droemann, Maria J. Welfens: Słownik ochrony środowiska niemiecko-polski, polsko-niemiecki. Warszawa: Wiedza Powszechna, 2004. ISBN 83-214-1320-X (konsultacja form gramatycznych).
- Langenscheidt Słownik Partner polsko-niemiecki, niemiecko-polski. Berlin etc.: Langenscheidt, 2006. ISBN 83-89718-99-5 (redaktor merytoryczny).
- Wielki słownik polsko-niemiecki (red. J. Wiktorowicz, A. Frączek). Warszawa: Wydawnictwo Naukowe PWN, 2008. ISBN 978-83-01-15408-0 (konsultacja tautonimów).
- Wielki słownik niemiecko-polski (red. J. Wiktorowicz, A. Frączek). Warszawa: Wydawnictwo Naukowe PWN, 2010. ISBN 978-83-01-16182-8 (konsultacja tautonimów)
- Niemiecko-polski słownik frazeologizmów: Niemiecko-Polski Słownik Frazeologizmów on-line (univ.szczecin.pl)[7] 2012 (redaktor i współautor).

### Podręczniki
- Für und wider. Antologia tekstów i ćwiczeń leksykalnych dla studentów germanistyki. Wrocław 1976 (współaut., s. 30–47, 190–207).
- Wybrane zagadnienia z gramatyki języka niemieckiego. Cz. 1. Morfologia. Katowice 1980 (współaut.), s. 81–88.
- Alltagsdeutsch. Lehr- und Übungsbuch (współred. i współaut.: Hermann Koch, Monika Posor). Toruń 1984, s. 21–25, 58–63, 139–145, 164–166.
- Der deutsche Wortschatz mit Humor. Texte und lexikalische Übungen. Toruń: Wydawnictwo Adam Marszałek, 1994 (red.; współaut.: Marian Szczodrowski, Józef Jarosz).
- Von Artisten, Illusionisten, Kriminalisten und anderen falschen Freunden. Übungen und Texte zum Sprachenpaar Deutsch–Polnisch. Teil I. Buchstaben A–K. Szczecin: Wydawnictwo Uniwersytetu Szczecińskiego (red. i współaut.).
- Von Piloten, Pionieren, Potentaten und anderen falschen Freunden. Übungen und Texte zum Sprachenpaar Deutsch–Polnisch. Teil II. Buchstaben L–Z. Szczecin: Wydawnictwo Uniwersytetu Szczecińskiego (współred. Krzysztof Nerlicki; współaut.).
- Ein deutsch-polnisches Glossar zum Lehrbuch „Wirtschaftsdeutsch von A– Z”. Szczecin: Albatros, 1999 (współred. Sascha Feuchert, współaut.).
- Lehr- und Übungsbuch zur deutsch–polnischen und polnisch–deutschen Übersetzung. Szczecin: Giga, 2001 (współred.: Erwin Leibfried, Krzysztof Nerlicki, Sascha Feuchert; współaut.).

### Księgi jubileuszowe
- Jürgen Schiewe/Ryszard Lipczuk/Krzysztof Nerlicki/Werner Westphal: Kommunikation für Europa II. Sprache und Identität. Frankfurt a. M. etc.: Peter Lang, 2011 (ze wstępem: Ryszard Lipczuk zum 60. Geburtstag), 336 s. ISBN 978-3-631-58014-1.
- Sprachkontakte und Lexikon. Festschrift zum 65. Geburtstag von Prof. Ryszard Lipczuk, red. Jolanta Mazurkiewicz-Sokołowska, Dorota Misiek, Werner Westphal. Hamburg: Verlag Dr. Kovač, 2013, 309 s. ISBN 978-3-8300-6896-9.
- Docendo discimus – Wörter, Sätze, Grammatik – Professor Ryszard Lipczuk zum 70. Geburtstag gewidmet, red. Joanna Golonka, Barbara Komenda-Earle, Lech Zieliński. Hamburg: Verlag Dr. Kovač, 2019, 149 s. ISBN 978-3-339-11126-5.
- Cogito ergo sum – Wortschatz, Kognition, Text. Professor Ryszard Lipczuk zum 70. Geburtstag gewidmet, red. Barbara Komenda-Earle, Krzysztof Nerlicki, Katarzyna Sztandarska, Monika Kasjanowicz-Szczepańska. Hamburg: Verlag Dr. Kovač, 2019, 419 s. ISBN 978-3-339-11128-9, ISSN 1865-8482.

Występował z referatami i wykładami gościnnymi w Tokio, Vancouver, Wiedniu, Graz, Angers, Sztokholmie, Gandawie, Lublanie, Aarhus oraz wielokrotnie w Niemczech (Greifswald, Rostock, Essen, Getynga, Giessen, Oldenburg, Kilonia, Hannover, Kassel, Berlin). Promotor dziewięciu doktorantów (Barbara Komenda-Earle, Lech Zieliński, Piotr Sulikowski, Renata Nadobnik, Magdalena Zyga, Emil Daniel Lesner, Katarzyna Sztandarska, Magdalena Dżaman, Katarzyna Kausa) i ok. 330 prac magisterskich.
Jest autorem:
- trzech reportaży: „Germanista w podróży” (1998), „Raport nie tylko z Monachium” (2001), „Sławni ludzie Trasy Romantycznej” (2011)
- pięciu tomików rymowanek: „Rymowanki przeplatanki” (2004)[8], „Rymowanki rozmyślanki” (2009), „Limeryki i inne wybryki” (2018), „Wybryki rymowane nowe” (2019), „Rymy poważne i niepoważne” (2022)[9][10][11]
- artykułów w internetowym „Przeglądzie Dziennikarskimo”.

Biogramy, m.in. w:
- Who is Who in the World. Marquis (USA) XI, XII 1982, 1983;
- Linguisten-Lexikon (red. Wilfried Kürschner). Gunter Narr: Tübingen 1994. ISBN 3-8233-5000-5.
- Polscy stypendyści Fundacji Alexandra von Humboldta. Almanach: Poznań 1998. ISBN 83-232-0904-9.
- Who is Who w Polsce. Encyklopedia biograficzna z życiorysami znanych Polek i Polaków. Who is Who, Verlag für Personenenzyklopädien: Zug (Szwajcaria) 2003. ISBN 3-7290-0040-3.

oraz Czarniecczycy (red. Janusz Krzywicki). Chełm 2008. ISBN 978-83-60321-32-4; Złota Księga Nauk Humanistycznych. Helion: Gliwice 2013. ISBN 978-83-930922-8-4; Encyklopedia Szczecina. Wydanie jubileuszowe z okazji 70-lecia polskiego Szczecina. Szczecińskie Towarzystwo Kultury: Szczecin 2015. ISBN 978-83-942725-0-0; Księga Jubileuszowa Uniwersytetu Szczecińskiego 1985–2015. Volumina.pl: Szczecin 2015. ISBN 978-83-926326-5-8; Złota Księga Nauki Polskiej w 100 rocznicę odzyskania niepodległości. Helion: Gliwice 2020. ISBN 978-83-950638-1-7.

## Nagrody i wyróżnienia
- Nagroda Ministra Nauki III stopnia (1989)
- Liczne nagrody rektorskie UMK i US
- Medal Złoty za Długoletnią Służbę (2012)
- Nagroda Rektora Uniwersytetu Szczecińskiego za całokształt dorobku (2018)[4].

Inne zainteresowania: szachy, fotografowanie, pisanie rymowanek. Wikipedysta.
Żonaty. Dwoje dorosłych dzieci, dwoje wnuków. Rodzice: Józefa i Bolesław byli rolnikami.